# Tordenc de Hinde
El tordenc de Hinde (Turdoides hindei) és un ocell de la família dels leiotríquids (Leiothrichidae).

## Hàbitat i distribució
Habita garrigues i matolls als turons de l'est de Kenya.